# در برابر سرطان بایستید

لوگوی در برابر سرطان بایستید

در برابر سرطان بایستید (انگلیسی: Stand Up to Cancer) یک برنامه خیریه بنیاد صنعت سرگرمی (ای‌آی‌اف) است. هدف این بنیاد جمع‌آوری بودجه قابل‌توجهی برای تحقیقات سرطان از طریق تلاش‌های آنلاین و تلویزیونی است. این بنیاد به‌طور زنده از چهار شبکه اصلی شرکت پخش رسانه‌ای آمریکا، ان‌بی‌سی، سی‌بی‌اس و شرکت پخش همگانی فاکس پخش می‌شود.